# Испания на летних Олимпийских играх 1988
Испания принимала участие в летних Олимпийских играх 1988 года в Сеуле (Корея) в шестнадцатый раз за свою историю и завоевала одну серебряную, одну золотую и две бронзовые медали. Сборная страны состояла из 229 спортсменов (200 мужчин, 29 женщин).

## Медалисты
| Медаль  | Спортсмен                   | Вид спорта     | Дисциплина               |
| ------- | --------------------------- | -------------- | ------------------------ |
| Золото  | Хосе Луис Доресте           | Парусный спорт | Мужчины, класс «Финн»    |
| Серебро | Эмилио Санчес Серхио Касаль | Теннис         | Мужчины, парный разряд   |
| Бронза  | Хорхе Гвардиола             | Стрельба       | Стендовая стрельба, скит |
| Бронза  | Серхио Лопес Миро           | Плавание       | Мужчины, 200 м брассом   |

## Результаты соревнований

### Академическая гребля
В следующий раунд из каждого заезда проходили несколько лучших экипажей (в зависимости от дисциплины). В финал A выходили 6 сильнейших экипажей, ещё 6 экипажей, выбывших в полуфинале, распределяли места в малом финале B.
Мужчины
| Соревнование | Спортсмены                            | Предварительный заезд | Предварительный заезд | Предварительный заезд | Отборочный заезд | Отборочный заезд | Отборочный заезд | Полуфинал             | Полуфинал             | Полуфинал             | Финал                 | Финал                 | Итоговое место        |                       |
| Соревнование | Спортсмены                            | Заезд                 | Время                 | Место                 | Заезд            | Время            | Место            | Заезд                 | Время                 | Место                 | Время                 | Место                 | Итоговое место        |                       |
| ------------ | ------------------------------------- | --------------------- | --------------------- | --------------------- | ---------------- | ---------------- | ---------------- | --------------------- | --------------------- | --------------------- | --------------------- | --------------------- | --------------------- | --------------------- |
| двойки       | Фернандо Климент Луис Мария Ласуртеги | 3                     | 6:56,54               | 4                     | 1                | 7:09,10          | 4                | завершили выступление | завершили выступление | завершили выступление | завершили выступление | завершили выступление | завершили выступление | завершили выступление |

### Водное поло

#### Мужчины
Состав команды
| Мужская сборная Испании по водному поло | Мужская сборная Испании по водному поло | Мужская сборная Испании по водному поло | Мужская сборная Испании по водному поло | Мужская сборная Испании по водному поло | Мужская сборная Испании по водному поло | Мужская сборная Испании по водному поло | Мужская сборная Испании по водному поло |
| №                                       | Имя                                     | Дата рождения (возраст)                 | Рост                                    | Вес                                     | Клуб                                    | Игры                                    | Голы                                    |
| --------------------------------------- | --------------------------------------- | --------------------------------------- | --------------------------------------- | --------------------------------------- | --------------------------------------- | --------------------------------------- | --------------------------------------- |
| 1                                       | Хесус Рольян (GK)                       | 4 апреля 1968 (20 лет)                  | 1,87 м                                  | 87 кг                                   | Сабадель                                | 7                                       | 0                                       |
| 2                                       | Мигель Чильида                          | 11 июля 1963 (25 лет)                   | 1,87 м                                  | 80 кг                                   |                                         | 7                                       | 0                                       |
| 3                                       | Марко Антонио Гонсалес                  | 9 июля 1966 (22 года)                   | 1,77 м                                  | 75 кг                                   | Барселона                               | 7                                       | 0                                       |
| 4                                       | Мигель Перес                            | 22 мая 1967 (21 год)                    | 1,80 м                                  | 75 кг                                   | Барселона                               | 7                                       | 1                                       |
| 5                                       | Мануэль Эстиарте                        | 26 октября 1961 (26 лет)                | 1,78 м                                  | 62 кг                                   | Барселона                               | 7                                       | 27                                      |
| 6                                       | Педро Роберт                            | 11 июля 1956 (32 года)                  | 1,80 м                                  | 82 кг                                   | Монжуик                                 | 7                                       | 1                                       |
| 7                                       | Хорхе Пайя                              | 10 июля 1963 (25 лет)                   | 1,85 м                                  | 78 кг                                   | Манреса                                 | 7                                       | 3                                       |
| 8                                       | Хосе Антонио Родригес                   | 17 июня 1967 (21 год)                   | 1,86 м                                  | 88 кг                                   | Каталунья                               | 7                                       | 0                                       |
| 9                                       | Жорди Санс                              | 3 августа 1965 (23 года)                | 1,80 м                                  | 70 кг                                   | Монжуик                                 | 7                                       | 13                                      |
| 10                                      | Сальвадор Гомес                         | 11 марта 1968 (20 лет)                  | 1,94 м                                  | 96 кг                                   | Агуас де Валенсия                       | 7                                       | 8                                       |
| 11                                      | Марьяно Мойя                            | 10 октября 1963 (24 года)               | 1,91 м                                  | 87 кг                                   | Реал Каноэ                              | 7                                       | 0                                       |
| 12                                      | Хорхе Нейра                             | 9 ноября 1964 (23 года)                 | 1,79 м                                  | 80 кг                                   | Манреса                                 | 7                                       | 4                                       |
| 13                                      | Педро Гарсия                            | 9 декабря 1968 (19 лет)                 | 1,93 м                                  | 83 кг                                   | Террасса                                | 7                                       | 9                                       |
| Главный тренер: Антонио Эстельер        |                                         |                                         |                                         |                                         |                                         |                                         |                                         |

Результаты
Группа B
| Место | Команда   | И | В | Н | П | МЗ | МП | МР  | Очки |
| ----- | --------- | - | - | - | - | -- | -- | --- | ---- |
| 1     | США       | 5 | 4 | 0 | 1 | 56 | 40 | +16 | 8    |
| 2     | Югославия | 5 | 4 | 0 | 1 | 60 | 38 | +22 | 8    |
| 3     | Испания   | 5 | 3 | 1 | 1 | 48 | 38 | +10 | 7    |
| 4     | Венгрия   | 5 | 2 | 1 | 2 | 50 | 43 | +7  | 5    |
| 5     | Греция    | 5 | 1 | 0 | 4 | 45 | 66 | -21 | 2    |
| 6     | Китай     | 5 | 0 | 0 | 5 | 34 | 68 | -34 | 0    |

| 21 сентября 1988 | Испания                                                                           | 13:6 | Китай                                    | Сеул Судьи: Жан-Клод Демей Пьерр ван де Врекен |
| 21 сентября 1988 | Счёт по четвертям: 4:1, 3:1, 2:2, 4:2                                             |      |                                          | Сеул Судьи: Жан-Клод Демей Пьерр ван де Врекен |
| 21 сентября 1988 | Мануэль Эстиарте — 6 Жорди Санс, Сальвадор Гомес, Педро Гарсия — 2 Хорхе Пайя — 1 | Голы | 3 — Ян Юн 2 — Ван Минхуэй 1 — Чжао Билун | Сеул Судьи: Жан-Клод Демей Пьерр ван де Врекен |

| 22 сентября 1988 | Испания                                                                           | 9:7  | США                                                                        | Сеул Судьи: Юрген Блан Пьетро Ди Стефано |
| 22 сентября 1988 | Счёт по четвертям: 3:1, 0:1, 3:2, 3:3                                             |      |                                                                            | Сеул Судьи: Юрген Блан Пьетро Ди Стефано |
| 22 сентября 1988 | Педро Гарсия — 3 Мануэль Эстиарте, Сальвадор Гомес — 2 Жорди Санс, Хорхе Пайя — 1 | Голы | 3 — Джеймс Бергесон 2 — Джордж Кэмпбелл 1 — Джефри Кэмпбелл, Грегори Бойер | Сеул Судьи: Юрген Блан Пьетро Ди Стефано |

| 23 сентября 1988 | Испания                                       | 6:6  | Венгрия                                                                     | Сеул Судьи: Юрген Блан Пьерр ван де Врекен |
| 23 сентября 1988 | Счёт по четвертям: 3:0, 1:3, 1:2, 1:1         |      |                                                                             | Сеул Судьи: Юрген Блан Пьерр ван де Врекен |
| 23 сентября 1988 | Мануэль Эстиарте, Жорди Санс, Хорхе Нейра — 2 | Голы | 2 — Андраш Дьёндьёши 1 — Габор Буйка, Тибор Кестейи, Золтан Мохи, Ласло Тот | Сеул Судьи: Юрген Блан Пьерр ван де Врекен |

| 26 сентября 1988 | Испания                                                                            | 8:10 | Югославия | Сеул Судьи: Фред ван Дорп Евгений Троицкий |
| 26 сентября 1988 | Счёт по четвертям: 0:4, 3:2, 2:2, 3:2                                              |      | | Сеул Судьи: Фред ван Дорп Евгений Троицкий |
| 26 сентября 1988 | Мануэль Эстиарте — 3 Педро Гарсия — 2 Жорди Санс, Сальвадор Гомес, Хорхе Нейра — 1 | Голы | 2 — Драган Андрич, Томислав Пасквалин, Игор Миланович 1 — Дени Лушич, Перица Букич, Веселин Дьюхо, Горан Раденович | Сеул Судьи: Фред ван Дорп Евгений Троицкий |

| 27 сентября 1988 | Испания                                                                             | 12:9 | Греция | Сеул Судьи: Евгений Троицкий Ришар Папазьян |
| 27 сентября 1988 | Счёт по четвертям: 3:1, 3:3, 2:4, 4:1                                               |      | | Сеул Судьи: Евгений Троицкий Ришар Папазьян |
| 27 сентября 1988 | Мануэль Эстиарте — 6 Жорди Санс — 3 Мигель Перес, Педро Роберт, Сальвадор Гомес — 1 | Голы | 3 — Кирьякос Яннопулос 2 — Андониос Аронис 1 — Эпаминондас Самарцидис, Арис Кефалояннис, Николаос Венетопулос, Эвангелос Патерос | Сеул Судьи: Евгений Троицкий Ришар Папазьян |

Турнир за 5-8-е места
| Место | Команда   | И | В | Н | П | МЗ | МП | МР | Очки |
| ----- | --------- | - | - | - | - | -- | -- | -- | ---- |
| 1     | Венгрия   | 3 | 1 | 2 | 0 | 28 | 20 | +8 | 4    |
| 2     | Испания   | 3 | 1 | 1 | 1 | 24 | 23 | +1 | 3    |
| 3     | Италия    | 3 | 1 | 1 | 1 | 25 | 25 | +0 | 3    |
| 4     | Австралия | 3 | 1 | 0 | 2 | 18 | 27 | -9 | 2    |

| 30 сентября 1988 | Испания                               | 7:8  | Австралия                                                                                     | Сеул Судьи: Жан-Клод Демей Зелько Кларич |
| 30 сентября 1988 | Счёт по четвертям: 0:2, 3:1, 0:3, 4:2 |      |                                                                                               | Сеул Судьи: Жан-Клод Демей Зелько Кларич |
| 30 сентября 1988 | Мануэль Эстиарте — 5 Педро Гарсия — 2 | Голы | 3 — Джеффри Кларк 1 — Ричард Пенджелли, Эндрю Керр, Эндрю Майерс, Джон Фокс, Кристофер Уиброу | Сеул Судьи: Жан-Клод Демей Зелько Кларич |

| 1 октября 1988 | Испания                                                                                          | 11:9 | Италия | Сеул Судьи: Апостолос Цантас Ришар Папазьян |
| 1 октября 1988 | Счёт по четвертям: 2:3, 2:4, 4:1, 4:3                                                            |      | | Сеул Судьи: Апостолос Цантас Ришар Папазьян |
| 1 октября 1988 | Жорди Санс — 4 Мануэль Эстиарте — 6 Сальвадор Гомес — 2 Педро Гарсия — 2 Хорхе Пайя, Хорхе Нейра | Голы | 3 — Алессандро Кампанья 2 — Франческо Порцио 1 — Андреа Пизано, Антонелло Стеардо, Паоло Кальдарелла, Марио Фьорильо | Сеул Судьи: Апостолос Цантас Ришар Папазьян |

Итог: 6-е место